# Thorens-Glières
Thorens-Glières korábbi község (település) Franciaországban, Haute-Savoie megyében. 2017. január 1-jén Aviernoz, Évires, Les Ollières és Saint-Martin-Bellevue községgel egyesült és Fillière új község része lett.
Lakosainak száma 3223 fő (2018. január 1.). Thorens-Glières Aviernoz, La Balme-de-Thuy, Dingy-Saint-Clair, Entremont, Évires, Groisy, Les Ollières, Le Petit-Bornand-les-Glières és La Roche-sur-Foron községekkel határos.

## Népesség
A település népessége az elmúlt években az alábbi módon változott:
| Lakosok száma | 3174 | 3153 | 9414 | 3203 | 3223 |
|               | 2013 | 2015 | 2016 | 2017 | 2018 |